# Futsal Gentofte
Il Futsal Gentofte è una squadra danese di calcio a 5 con sede a Gentofte. È la squadra che ha vinto più campionati danesi.

## Storia
Fondata nel 2011 come "Herlev Futsal Forening", la società vince immediatamente il campionato della Selandia guadagnando la promozione nella massima serie nazionale. L'anno seguente, in vista del debutto, la dirigenza avvia una sinergia con lo Jægersborg Boldklub che prevede l'iscrizione di un'unica squadra di calcio a 5 chiamata "JB Futsal Gentofte". Nel 2016 avviene la fusione tra le due società che, tuttavia, durerà appena due anni. Ritornata indipendente, nel 2018 la squadra di calcio a 5 rimuove dalla denominazione l'acronimo dello Jægersborg Boldklub, diventando semplicemente "Futsal Gentofte".

## Palmarès
- Campionato danese: 9

2012-13, 2014-15, 2015-16, 2017-18, 2018-19, 2019-20, 2020-21, 2021-22, 2022-23